# Centrosema grazielae
Centrosema grazielae är en ärtväxtart som beskrevs av V.P.Barbosa. Centrosema grazielae ingår i släktet Centrosema och familjen ärtväxter. Inga underarter finns listade i Catalogue of Life.